# Kursalon Hübner

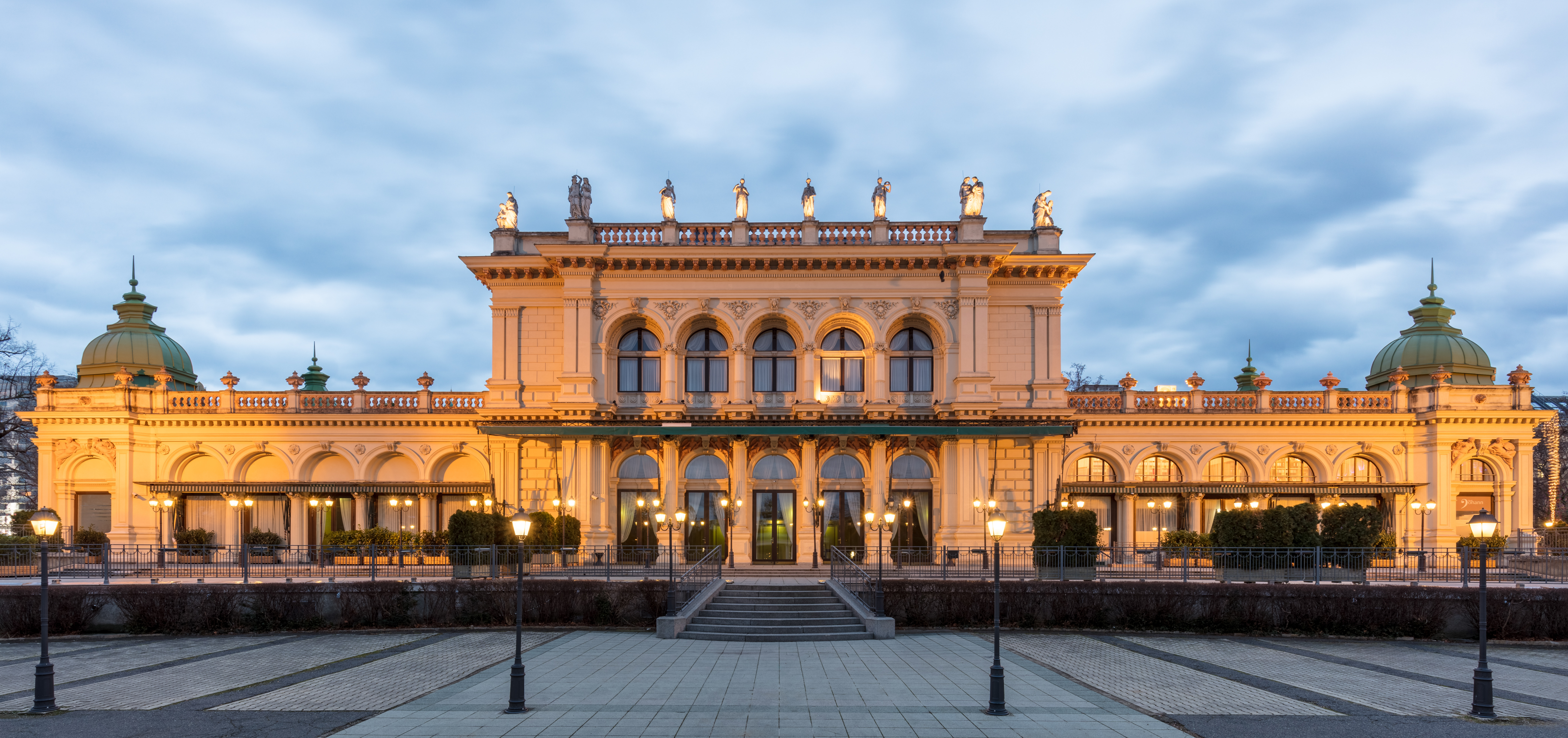
Kursalon Hübner

Der Kursalon Hübner ist  ein Gebäude des Historismus im Stil der italienischen Renaissance in Wien. Er befindet sich in der  Johannesgasse 33 im 1. Wiener Gemeindebezirk Innere Stadt.

## Geschichte

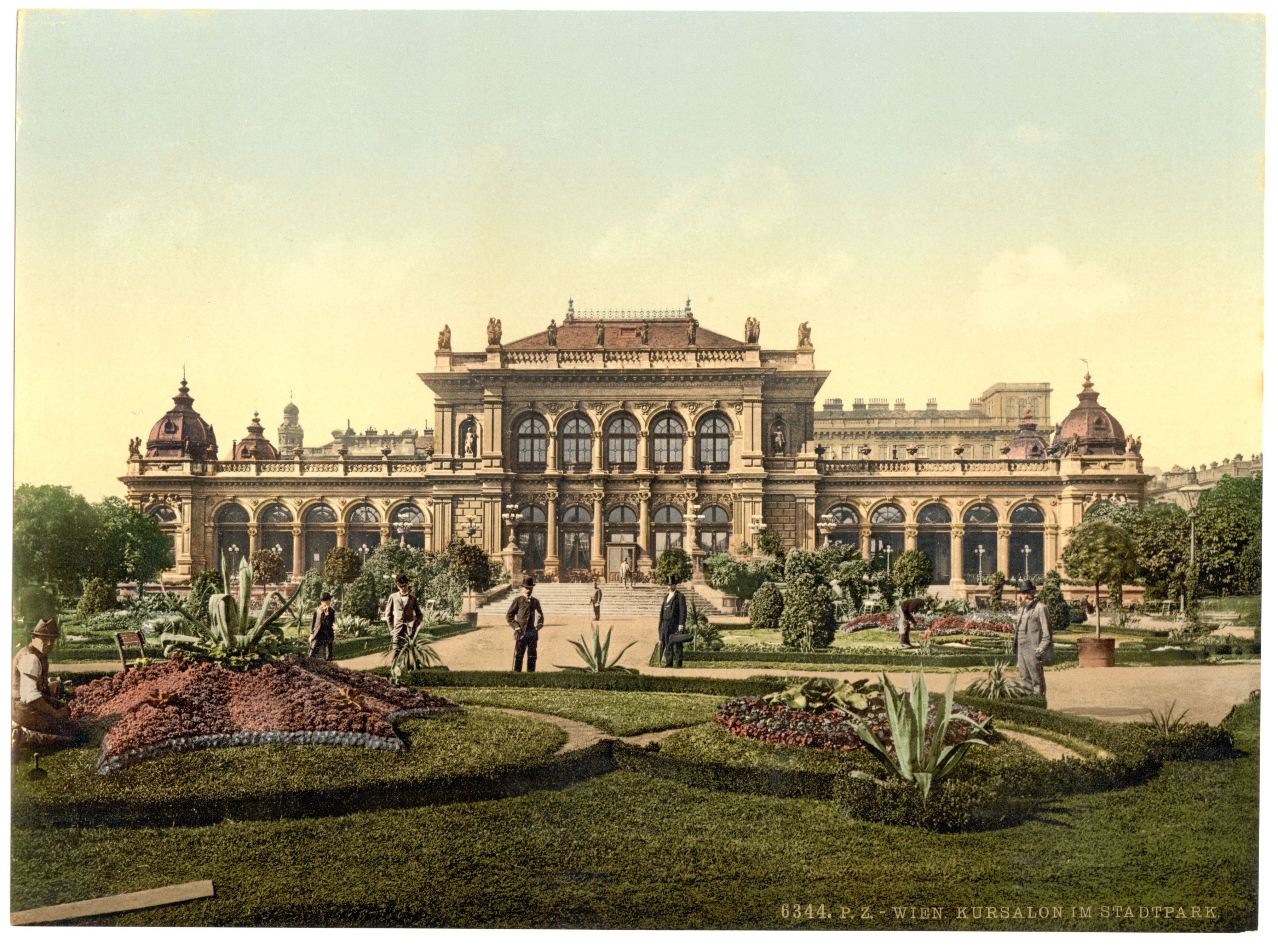
Historische Ansicht des Kursalons (1890)

An Stelle des heutigen Stadtparks befand sich Anfang bis Mitte des 19. Jahrhunderts das so genannte Wasserglacis, ein Erholungsort vor den Toren Wiens. In einem Kurpavillon wurde Heil- und Mineralwasser für Trinkkuren ausgeschenkt. Nach der Schleifung der Wiener Stadtmauer und dem Bau der Ringstraße auf Anordnung Kaiser Franz Josephs I. wurde der Stadtpark errichtet und 1862 eröffnet. Um mehr Möglichkeiten zur Erholung zu bieten, wurde ein neuer Kursalon (etwas westlicher als der ursprüngliche Kurpavillon) von dem Architekten Johann Garben im Auftrag der Stadt Wien in den Jahren 1865 bis 1867 erbaut. Ursprünglich sollte das Gebäude als Kaffeehaus und einmal mehr für den Ausschank von Heilwasser dienen, nach der Eröffnung am 8. Mai 1867 waren Vergnügungen sogar untersagt. Da dieses Konzept aber nicht angenommen wurde, fand bereits am 15. Oktober 1868 das erste Konzert von Johann Strauss (Sohn) statt, worauf sich der Kursalon zu einem beliebten Tanz- und Konzertlokal und zum Treffpunkt der Wiener Gesellschaft entwickelte. 
1908 pachtete Hans Hübner den Kursalon, der von nun an Hübners Kursalon und später Kursalon Hübner hieß. Bis Mitte des 20. Jahrhunderts fanden hier zahlreiche Veranstaltungen und gesellschaftliche Ereignisse statt. Ende der 1990er Jahre verkaufte die Stadt Wien den Kursalon, der mittlerweile im Besitz des ehemaligen Pächters, der Familie Hübner ist.
Während das äußere Erscheinungsbild des Gebäudes weitestgehend unverändert den Originalentwürfen von Johann Garben entspricht, sind die Innenräume, namentlich auch der Festsaal, nicht in seiner historischen Substanz erhalten, sondern wurden merklich verändert im Stil der zweiten Nachkriegszeit. Seit 2002 wird der Kursalon von Josip Susnjara gepachtet und als Veranstaltungsort für Bälle, Hochzeiten und diverse andere Events genutzt. Er umfasst vier Säle auf zwei Etagen und eine 1000 m² große Terrasse mit Blick auf den Stadtpark. Unter dem Dach der „Kursalon Betriebs GmbH“ werden pro Jahr etwa 500 klassische Konzerte mit insgesamt etwa 200.000 Besuchern veranstaltet.